# پادشاه جونگجونگ دوم
پادشاه جونگجونگ دوم (به کره‌ای: 정종)، (زاده: ۱۰۱۸؛ سلطنت: ۱۰۳۴~۱۰۴۶ میلادی) دهمین پادشاه دودمان گوریو در کره بود. او دومین پسر پادشاه هیونجونگ، و برادر کوچکتر پادشاه دوکجونگ بود. درسال ۱۰۲۲ میلادی در سن چهارسالگی، او را به عنوان نه‌ساریونگ یک مقام عالی و شاهزاده پیونگ‌یانگ منصوب کردند.
جونگجونگ تا حد زیادی نگران امنیت ملی بود و در سال اول سلطنتش شروع به ساخت قلعه‌های نظامی در امتداد مرز شمالی کرد. درسال ۱۰۳۷، این کشور مورد تهاجم مردم خیتان قرار گرفت. در سال ۱۰۴۴، دیوار عظیم شمال کشور با نام چول‌لی جانگ‌سونگ تکمیل شد. جونگجونگ همچنین نگران حمایت مادی از سربازان بود و در سال ۱۰۳۶، زمین‌های دولتی را میان سربازان فقیر تقسیم کرد.
جونگجونگ پیش از مرگش در سال ۱۰۴۶، حق اولویت نخستین فرزند را به عنوان قانون ملی وضع کرد.